# Guillaume Martin
Guillaume Martin (ur. 9 czerwca 1993 w Paryżu) – francuski kolarz szosowy.

## Osiągnięcia
Opracowano na podstawie:

2011
- 1. miejsce na 1. etapie Wyścigu Pokoju Juniorów
- 3. miejsce w Liège - La Gleize
- 3. miejsce w Rothaus Regio-Tour

2015
- 1. miejsce w Liège-Bastogne-Liège U23
- 1. miejsce na 5. etapie Tour de l’Avenir

2016
- 2. miejsce w Österreich-Rundfahrt

2017
- 3. miejsce w Tour du Jura
- 1. miejsce na 4. etapie Tour du Limousin
- 1. miejsce w Tour du Gévaudan Occitanie
  - 1. miejsce na 1. etapie
- 1. miejsce w Giro di Toscana
  - 1. miejsce na 2. etapie

2018
- 1. miejsce w Circuit de la Sarthe
  - 1. miejsce na 3. etapie
- 3. miejsce w Tour du Finistère
- 3. miejsce w Boucles de l’Aulne

2019
- 2. miejsce w Trofeo Ses Salines
- 2. miejsce w Giro di Sicilia
  - 1. miejsce na 4. etapie
- 3. miejsce w Tour du Limousin
- 3. miejsce w Tour du Doubs
- 3. miejsce w Memorial Marco Pantani

2020
- 1. miejsce w klasyfikacji górskiej Vuelta a San Juan
- 3. miejsce w Classic de l’Ardèche
- 3. miejsce w Mont Ventoux Dénivelé Challenge
- 3. miejsce w Critérium du Dauphiné
- 1. miejsce w klasyfikacji górskiej Vuelta a España

2021
- 1. miejsce w Mercan’Tour Classic Alpes-Maritimes
- 8. miejsce w Tour de France
- 9. miejsce w Vuelta a España

2022
- 3. miejsce w Tour des Alpes-Maritimes et du Var
- 2. miejsce w La Drôme Classic
- 1. miejsce w Tour de l’Ain
  - 1. miejsce na 2. etapie
- 3. miejsce w Coppa Sabatini

2023
- 3. miejsce w Tour du Jura
- 10. miejsce w Tour de France

## Rankingi
| Rok             | 2014 | 2015 | 2016 | 2017 | 2018 | 2019 | 2020 | 2021 | 2022 | 2023 | 2024 |
| --------------- | ---- | ---- | ---- | ---- | ---- | ---- | ---- | ---- | ---- | ---- | ---- |
| World Ranking   |      |      | 314. | 128. | 103. | 45.  | 18.  | 49.  | 35.  | 36.  | 119. |
| UCI Europe Tour | 549. | 225. | 184. | 68.  | 31.  | 35.  | 16.  | 41.  | 29.  | 33.  | 96.  |
| UCI Asia Tour   | -    | -    | -    | 423. | 495. |      |      |      |      |      |      |
|                 |      |      |      |      |      |      |      |      |      |      |      |
| Źródło: UCI     |      |      |      |      |      |      |      |      |      |      |      |